# Natallia Rodrigues

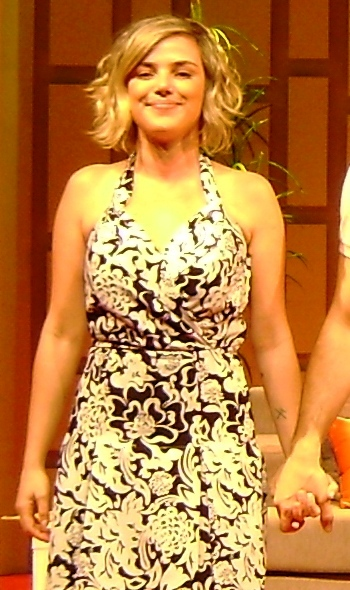
Natallta Rodrigues

Nathália Cataldo Rodrigues (sinh ngày 9 tháng 12 năm 1980 tại Bariri, Brazil) là một nữ diễn viên người Brazil.

## Tiểu sử
Natallia  là con gái của một cựu linh mục, hiện là cố vấn thị trường và là giám đốc tiếp thị. Cô tốt nghiệp Trường Nghệ thuật Sân khấu tại Đại học São Paulo.
Natallia Rodrigues ra mắt trên TV khi còn nhỏ, với tư cách là một trợ lý trò chơi trên sân khấu Show Maravilha trong SBT. Nghề người mẫu bắt đầu từ năm mười lăm tuổi, cô bắt đầu học sân khấu. Natallia Rodrigues chuyển đến Rio de Janeiro sau hai mươi mốt năm và giành được một vai trong vở opera xà phòng Desejos de Mulher, Rede Globo. Nhân vật của cô, Paty, là con gái của các nhân vật của Jose Wilker và Renata Sorrah.
Năm 2007, Natallia tham gia dàn diễn viên của chương trình Alta Estação với vai nhân vật Taíssa. Trong cùng năm đó, cô vào vai Laura, một công tố viên của Công lý, người đã phải lòng một ngư dân trẻ trong tiểu thuyết Luz do Sol, thậm chí trên Rede Record. Năm 2008, cô đóng nhân vật Suelen sống ở ngoại ô Rio bị mê hoặc bởi danh tiếng Chamas da Vida.
Sau năm năm trong Record, Natallia Rodrigues đã trở lại mạng Globo. Cô trở lại trong một vai khách mời trong telenovela Insensato Coração. Năm 2012 tham gia vào phiên bản làm lại của Gabriela, cốt truyện đóng vai cô gái điếm Nga Natasha.